# Basilika (Bautyp)

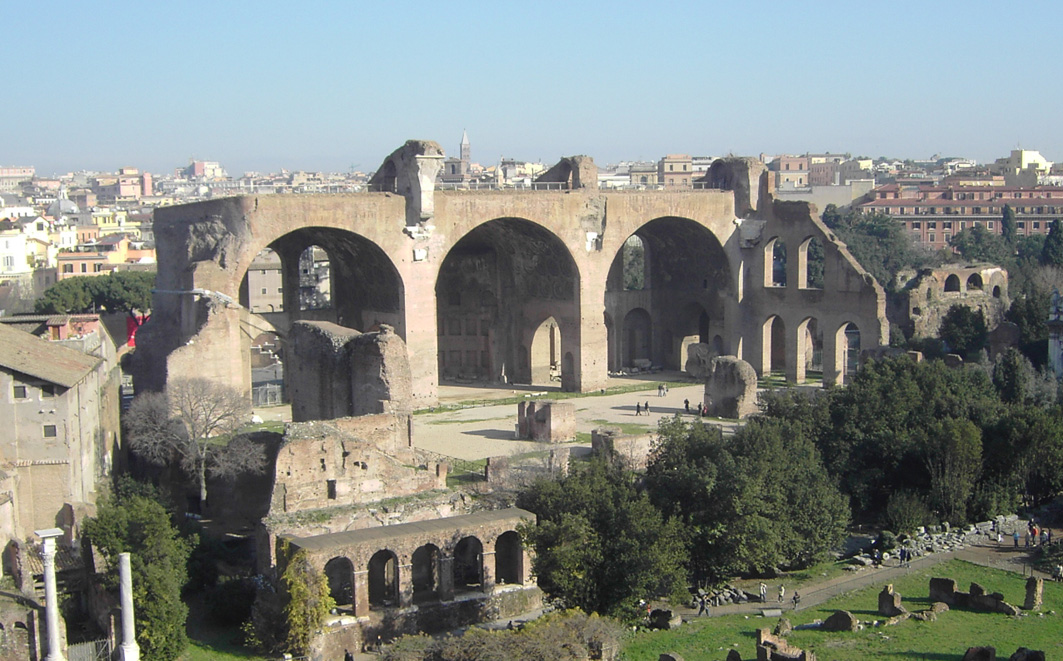
Ruinen der antiken Maxentiusbasilika (Rom, 4. Jh.)

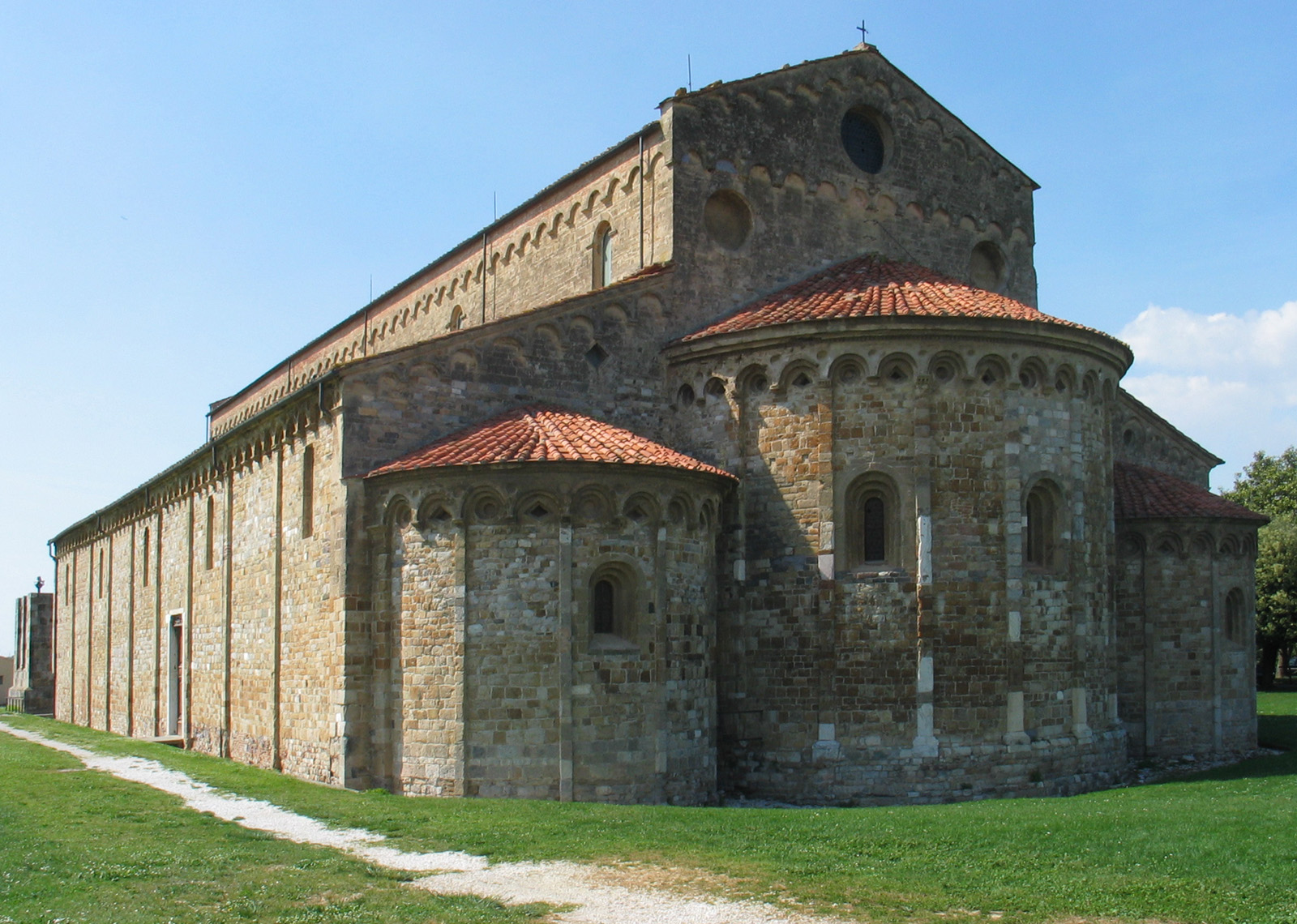
Basilika San Piero a Grado (Pisa, 10. Jh.)

Basilika (von altgriechisch βασιλικὴ στοά basiliké stoá, deutsch ‚Königshalle‘, lateinisch basilica domus) war ursprünglich der Name großer, für Gerichtssitzungen und Handelsgeschäfte (z. B. als Markthalle) bestimmter Prachtgebäude.
Im Zuge der Christianisierung und der Etablierung des Christentums übertrug sich der Begriff schon bald auf die nach dem Vorbild der antiken Basiliken gestalteten Kirchengebäude insbesondere aus romanischer Zeit. In der kunst- und bauhistorischen Terminologie wird der Begriff Basilika nur für langgestreckte Bauten mit hohem Mittelschiff und niedrigen Seitenschiffen angewendet, entsprechend der frühchristlichen Bauform.

## Antike Hallenbauten

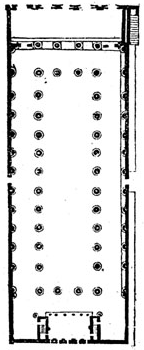
Grundriss einer antiken Basilika in Pompeji

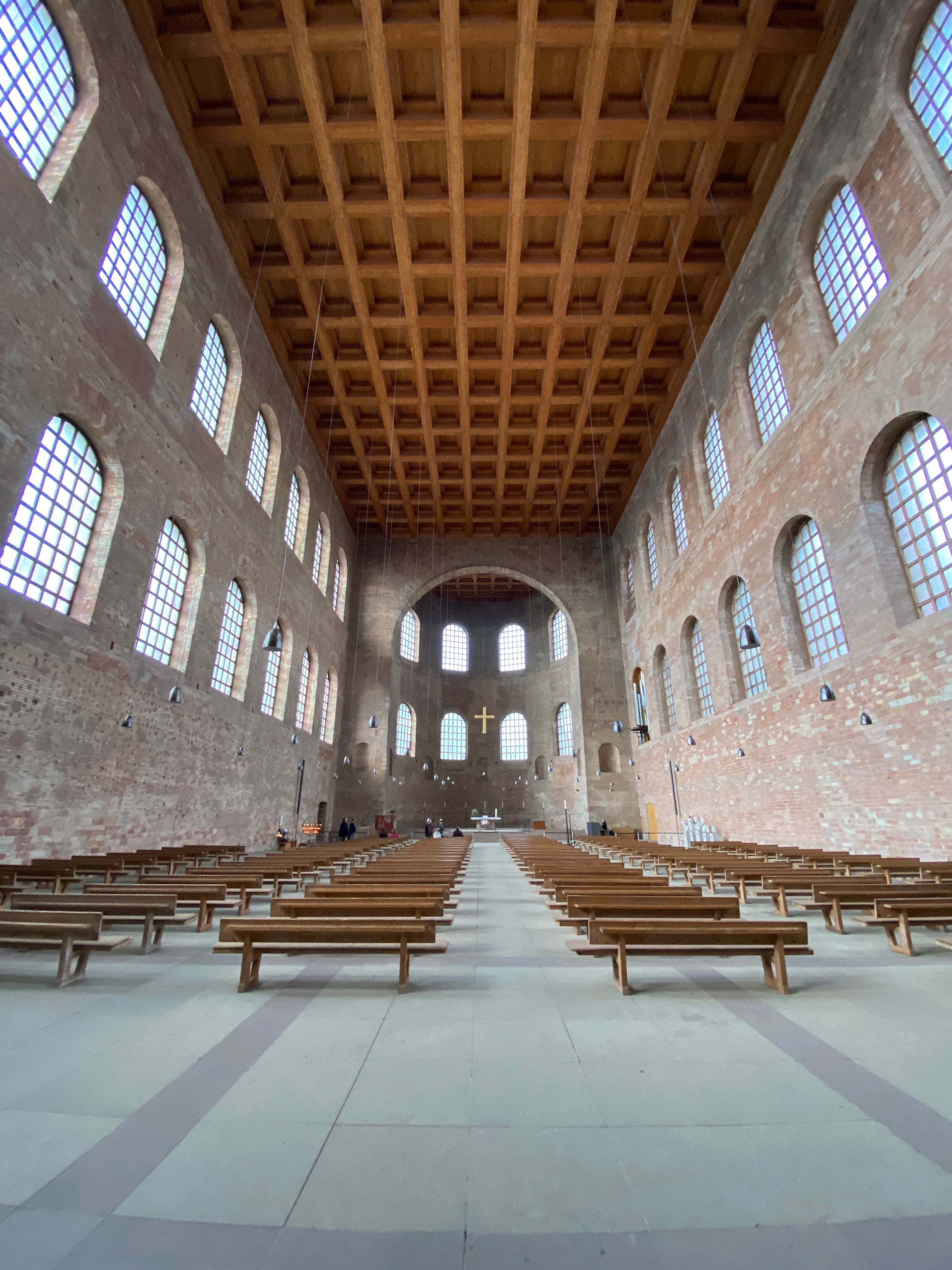
Konstantinbasilika in Trier (4. Jh.), errichtet als Audienzhalle des Kaisers (gr.: Basileus), aber vom Bautyp her keine Basilika, sondern ein säulenloser Saal

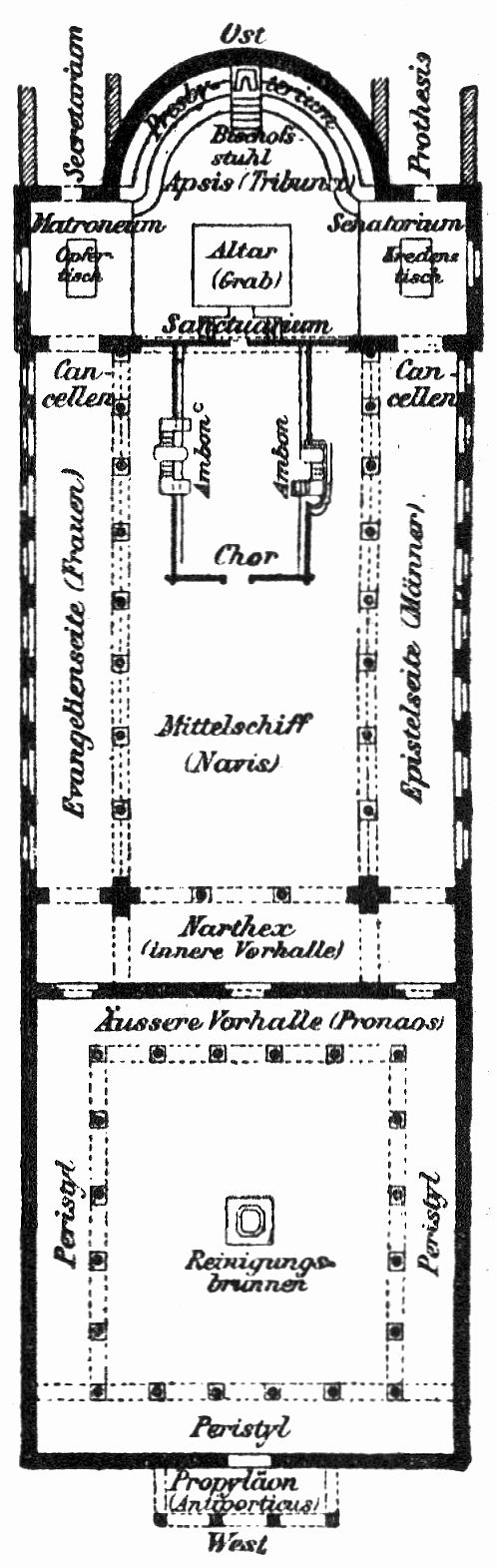
Altchristliche Basilika mit vorgelagertem Atrium

In Athen wurde traditionell der Amtssitz des Archon basileus als Basilika bezeichnet, darum wird oft vermutet, dass der Bautypus der Basilika im Hellenismus entstand und dann von den Römern aufgegriffen und adaptiert wurde. Doch erhielt Griechenland offenbar erst durch die Römer Bauten, die der architektonischen Definition dieses Begriffs entsprechen; so wurde die erste datierbare Basilika in Rom von Cato Censorius am Forum Romanum zur Seite der Curia Hostilia 185 v. Chr. errichtet und Basilica Porcia genannt. Zudem wiesen nicht alle antiken Basiliken die Struktur auf, die in der Architektur als Basilika bezeichnet wird. Die Maxentiusbasilika liegt mit ihren deutlich unterteilten Seitenschiffen an der Grenze zum Abseitensaal, und die Konstantinbasilika in Trier hat gar keine Seitenschiffe.
Bereits bei den antiken Basiliken kamen Apsiden vor. In den als Markt- und Gerichtshallen genutzten Gebäuden dienten sie der Unterbringung eines Herrscherbildnisses.
Bald zogen mehrere Familien der Nobilität mit ähnlichen Projekten nach: Südlich hinter dem Forum lagen die Basilica Sempronia, erbaut von Tiberius Sempronius Gracchus dem Älteren, und an der Ostseite des Forums die Basilica Opimii, ein Werk des Konsuls von 151 v. Chr., Quintus Opimius.
Besonders prunkvoll war die Basilica Aemilia, errichtet von Marcus Aemilius Lepidus auf der Nordseite des Forums, neben den Stationes Municipiorum (Gesandtenquartier der Munizipien). Sie wurde nach 14 v. Chr. von Grund auf erneuert.
Ihr gegenüber stand in der Kaiserzeit die Basilica Iulia an der Südwestecke des Palatins, begonnen von Gaius Iulius Caesar, vollendet von Augustus. Sie diente den Sitzungen des Centumviralgerichts. Die größte römische Basilika war die Maxentiusbasilika, die um 310 n. Chr. östlich des Forum Romanum errichtet wurde. Von ihr ist eines der kolossalen Seitenschiffe erhalten.
Die Basilika Catos war ein quaderförmiger Raum mit zwei Schmalseiten, deren eine, gegen das Forum gekehrt, die Front bildete, deren andre eine Exedra oder Apsisnische hatte. Der mittlere Raum war an allen vier Seiten mit zweigeschossigen Säulenstellungen umsäumt, jedoch nicht höher als die Umgänge. Vor der Fassade des Gebäudes lag eine flach gedeckte Portikus.
Spätere Basilikabauten behielten den Saalbau im Innern, schlossen daran aber mannigfache Zutaten, so einen doppelten Umgang mit Pfeilerarkaden (Basilika Iulia), die Front kam oft an die Längsseite, und die Apsis fiel weg, was auch an der Basilika des Vitruv und der in Pompeji der Fall war.
Die Basilica Ulpia hatte dagegen große Exedren an beiden Schmalseiten; noch mehr variiert ist dann die des Maxentius (von Konstantin dem Großen vollendet), sie ist ganz gewölbt, mit zwei Apsiden, einer an der Schmal- und einer an der Längsseite.
Aus derselben Zeit stammt die 1846 und 1956 wieder hergestellte, für den evangelischen Gottesdienst eingerichtete Basilika zu Trier, deren 69 m langer, 31 m breiter und 30,5 m hoher Innenraum nördlich durch eine Apsis geschlossen und durch eine Doppelreihe von Fenstern erleuchtet ist. Sie war ursprünglich die Audienzhalle der römischen Kaiser, die im 4. Jahrhundert in der Stadt residierten.
Die älteste Gestaltung der Basilika, nämlich die Form aus den Zeiten der Republik, gewann dann eine weitere Fortbildung in der Architektur des Privathauses. Weil die große Anzahl der Schutzbefohlenen und die Parteibesprechungen in den Häusern der Großen umfangreiche Räume erforderten, bestanden Pfeilerbasiliken in ihren Häusern, die zumeist den Plan der alten Basilica Porcia in der Hauptsache beibehielten, während sich die öffentliche Basilika in der angegebenen Weise erweiterte und umgestaltete.
Basiliken wurden in den Städten des ganzen römischen Reiches errichtet. In Pompeji etwa stehen drei Basiliken von mäßiger Größe nebeneinander auf einer der Schmalseiten des Forums. Vitruv beschreibt die in Fano von ihm selbst erbaute Basilika. Die große Verbreitung des Bautyps führte früh dazu, dass er zur Standardform nicht nur für weltliche, sondern auch für christliche Zusammenkünfte wurde.

## Die Basilika als Grundform des Kirchenbaus
Architektonisch definiert, ist eine Basilika eine Kirche, deren Innenraum durch Säulen- oder Pfeilerreihen in drei oder mehr (meist ungeradzahlige) Längsschiffe geteilt ist, deren mittleres deutlich höher ist als die seitlichen. Die die Seitenschiffe überragenden Teile des Kirchenraums werden auch als Hochschiff und Hochchor bezeichnet. Sie erhalten Licht durch den Obergaden oder Lichtgaden, also die von Fenstern durchbrochenen Hochschiffs- bzw. Hochchorwände oberhalb der Arkaden zu den Seitenschiffen.
Das Mittelschiff trägt ein Satteldach; über den Seitenschiffen finden sich meist Pultdächer. Mehrere große Basiliken haben fünf statt drei Langschiffe, so dass sich dem höheren Mittelschiff auf jeder Seite zwei niedrigere Seitenschiffe anreihen. Diese können gleich hoch sein, wie in Notre-Dame de Paris oder im Kölner Dom, oder die inneren Seitenschiffe können höher sein als die äußeren wie im alten vatikanischen Petersdom, in der Kathedrale von Bourges oder im Mailänder Dom.

### Frühchristliche Basiliken
Frühe Christen hielten während der Zeit der Christenverfolgungen im Römischen Reich ihren Gottesdienst noch in den Häusern ab. Als – im Zuge der konstantinischen Wende – das Christentum legitimiert wurde, schufen die Gemeinden große Räumlichkeiten für Gottesdienste.
Die ersten christlichen Kirchen wurden im Stil zuvor profaner Basiliken gebaut; in der Apsis, wo in antiken Gerichts- oder Palastbasiliken der Sitz des Richters bzw. Kaisers war, wurden nun die Kathedra und die Subsellien (halbkreisförmig beiderseits der Kathedra angeordnete Sitze für den Klerus), üblicherweise auch der Altar aufgestellt. Der Grundplan einer früheren Basilika blieb unverändert: ein langer Raum, der Länge nach durch zwei Säulenreihen in drei Schiffe geteilt, von denen das mittlere, das Hauptschiff, die größere Breite hat und durch die Nische des Altars (Tribuna, Apsis, Absida oder Concha genannt) abgeschlossen wird. Das Mittelschiff ist nicht nur breiter, sondern auch höher als die Seitenschiffe; die in den Seitenwänden des Mittelschiffes eingelassenen Fenster sorgen für dessen Belichtung. Der Eingangsbereich wurde oft mit einer Vorhalle, der Portikus, versehen.
Die frühchristlichen Basiliken (Rom: Alt-St. Peter, Sankt Paul vor den Mauern, Lateranbasilika, Santa Maria Maggiore, Santa Sabina; Ravenna: Sant’Apollinare Nuovo, Sant’Apollinare in Classe) grenzten sich durch Schlichtheit in ihrer Ausführung von heidnischen Tempeln ab; viel Ziegelmauerwerk und wenig Marmor, keine Plastik, keine „bewegten“ Szenen. Die Glasmosaiken waren suggestiv (Plakatfunktion) aber aus vergleichsweise billigem Material. Heiligendarstellungen wie in Ravenna waren bewusst nicht lebensnah, sondern „entkörperlicht“ gehalten. Die Außenwände wurden nur durch die teilweise großen Fenster aufgelockert. Erst in späterer Zeit wurde der obere Teil der Fassade mit Mosaiken geschmückt.
Größeren Kirchen war oft ein Vorhof (Atrium bzw. Narthex) vorgelagert. In dessen Mitte befand sich ein Brunnen (Cantharus) zum Reinigen der Hände als Sinnbild der Reinigung der Seele. Dies entspricht der Anordnung der früheren Hauskirchen, wo sich das größere Triclinium für die eucharistischen Mahle ebenfalls in einem hervorgehobenen Raum an einem Hof gegenüber dem Hauseingang befand.

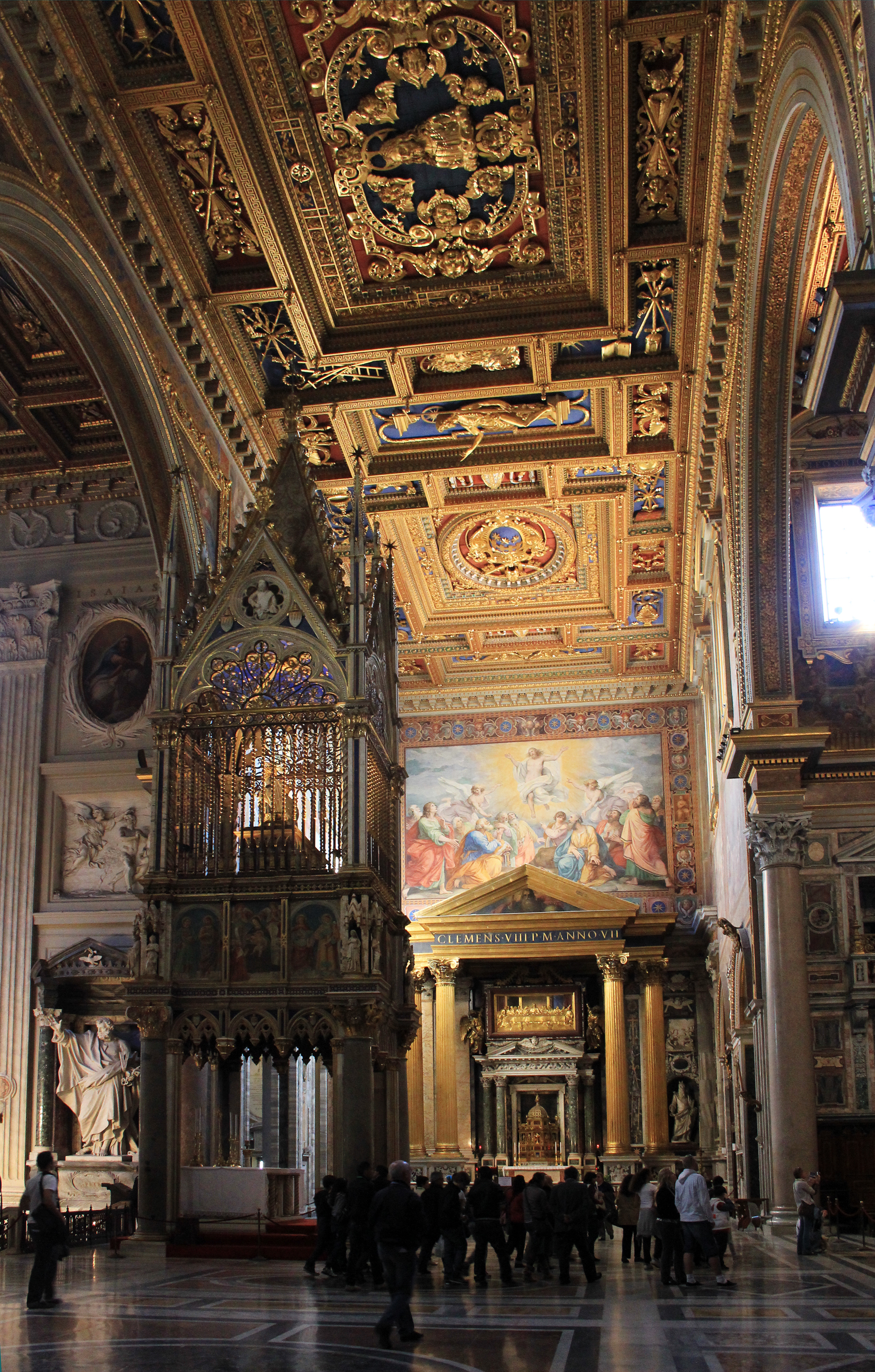
Lateranbasilika: Das Querschiff ohne Vierung fungiert als Chorraum
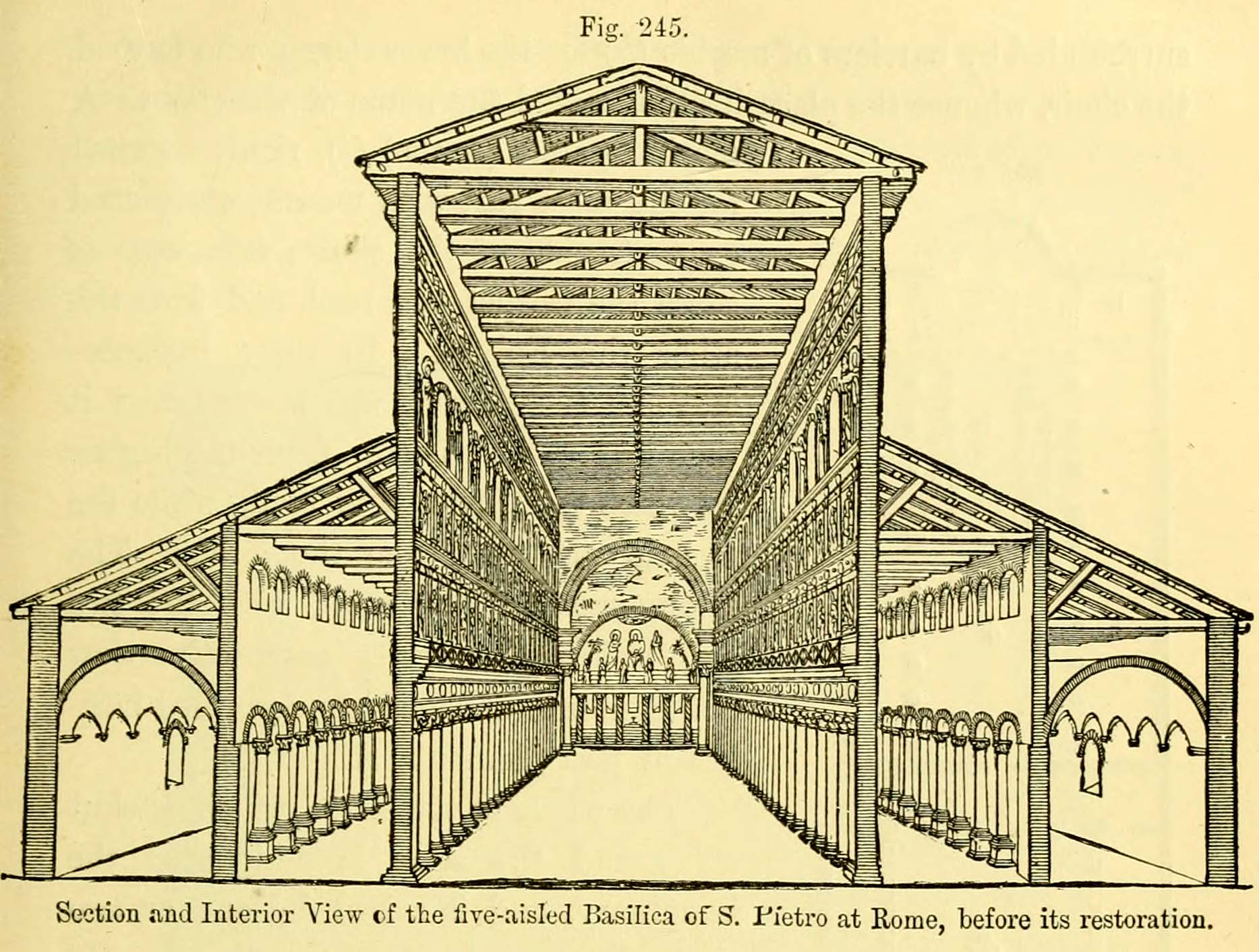
Alt-St. Peter im Vatikan mit drei verschiedenen Schiffshöhen
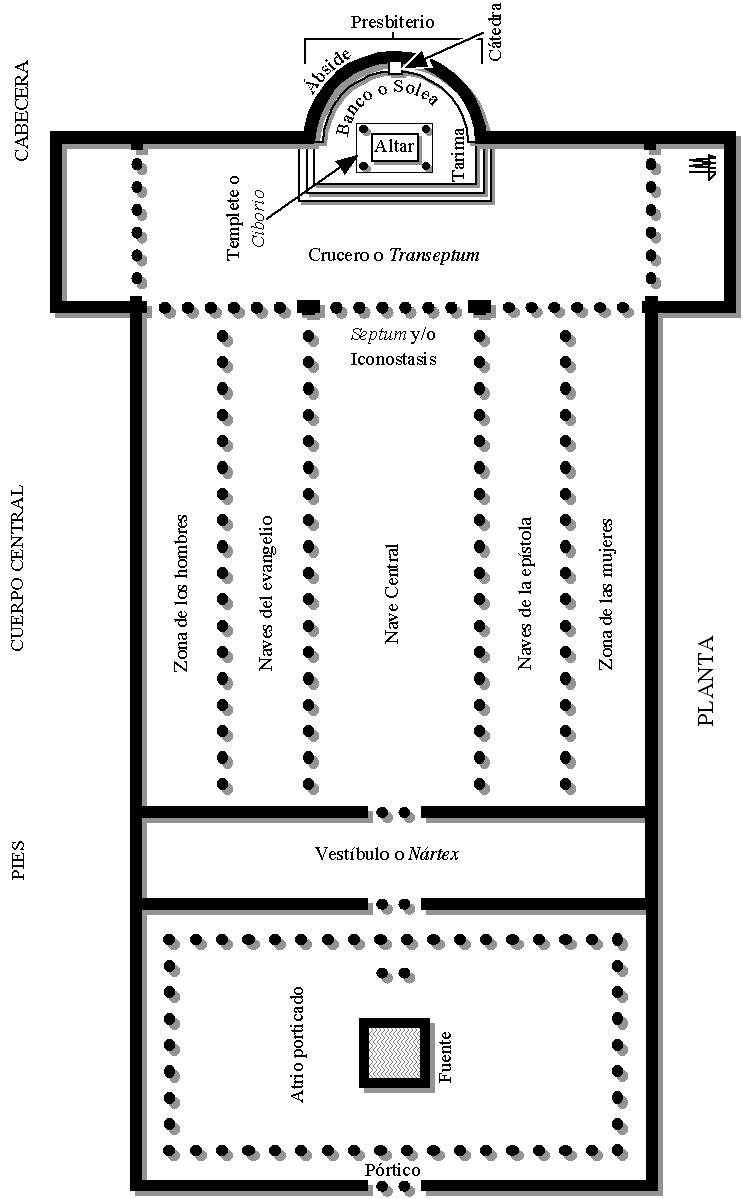
St. Peter in Rom 324, fünfschiffig
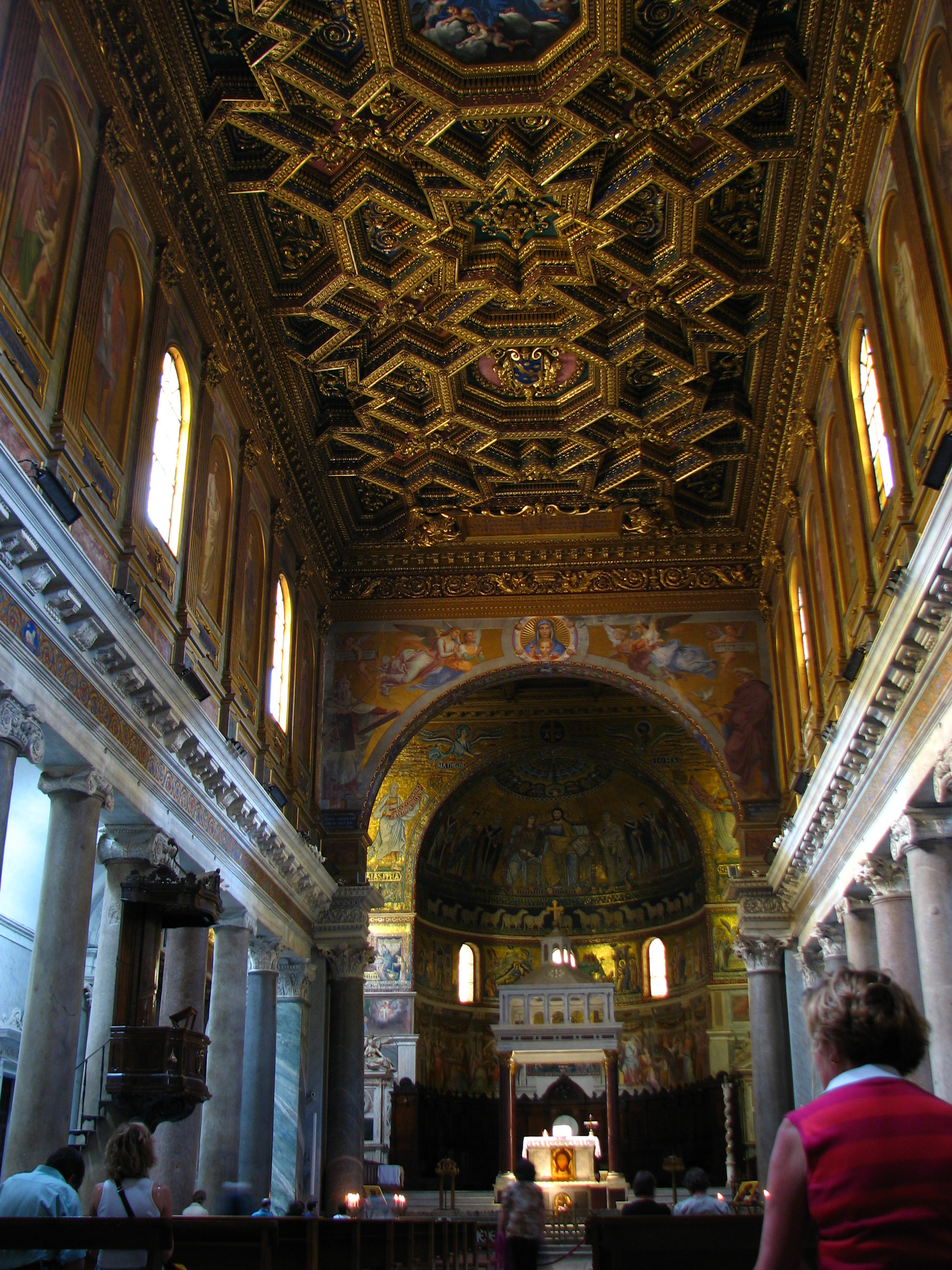
Santa Maria in Trastevere (Rom um 1140)

### Mittelalterliche Basiliken
Als offizielle Religion des Römischen Reichs erstarkte das Christentum rasch zum allmächtigen Träger der abendländischen Kultur. Nach und nach änderte sich auch der Charakter der Basilika im Kirchenbau. Das gilt sowohl für den Grundriss als auch für die Ausstattung.

#### Kreuzbasilika

Schema einer Kreuzbasilika, Vierung hervorgehoben

Eine Kreuzbasilika entsteht dadurch, dass vor der Altartribüne, nach der Breite des Gebäudes und aus dessen Seitenwänden hervortretend, ein Querschiff von der Höhe und Breite des mittleren Langschiffs angebracht ist. Ein solcher Grundriss hat die Gestalt eines Kreuzes, war aber möglicherweise ursprünglich nicht symbolisch gedacht, sondern diente dazu, während der Liturgie mehr Platz neben dem Chorraum zu schaffen. In ästhetischer Hinsicht wurde die Einführung des Querschiffs sehr wirksam, weil dadurch der Innenraum des Gebäudes, ehe er in der Altarnische sich abschließt, noch einmal in großartiger Erweiterung erscheint und somit die erhabene Bedeutung des Sanktuariums entschieden hervorhebt.
Wo das mittlere Langschiff in das Querschiff mündet, wurde eine große Bogenwölbung von der einen Wand zur anderen geführt, die auf vortretenden kolossalen Säulen ruht und an den Pfeilern, mit denen die Säulenreihen der Schiffe hier abschließen, sowie an den Seitenwänden des Querschiffs ihr Widerlager findet. Dieser Bogen heißt Triumphbogen, eventuell unter Bezug auf die Vorstellung vom Sieg Christi über den Tod. In vielen gotischen Kirchen befand sich an dieser Stelle der Lettner, der an gleicher Stelle den nur für die Geistlichen zugänglichen Chor vom Langhaus trennt. Im Zuge verschiedener Liturgiereformen wurde dieser Lettner wieder zum Durchblick ermöglichenden Bogen und wurde später in manchen Kirchen auch wieder entfernt.

#### Definitionen

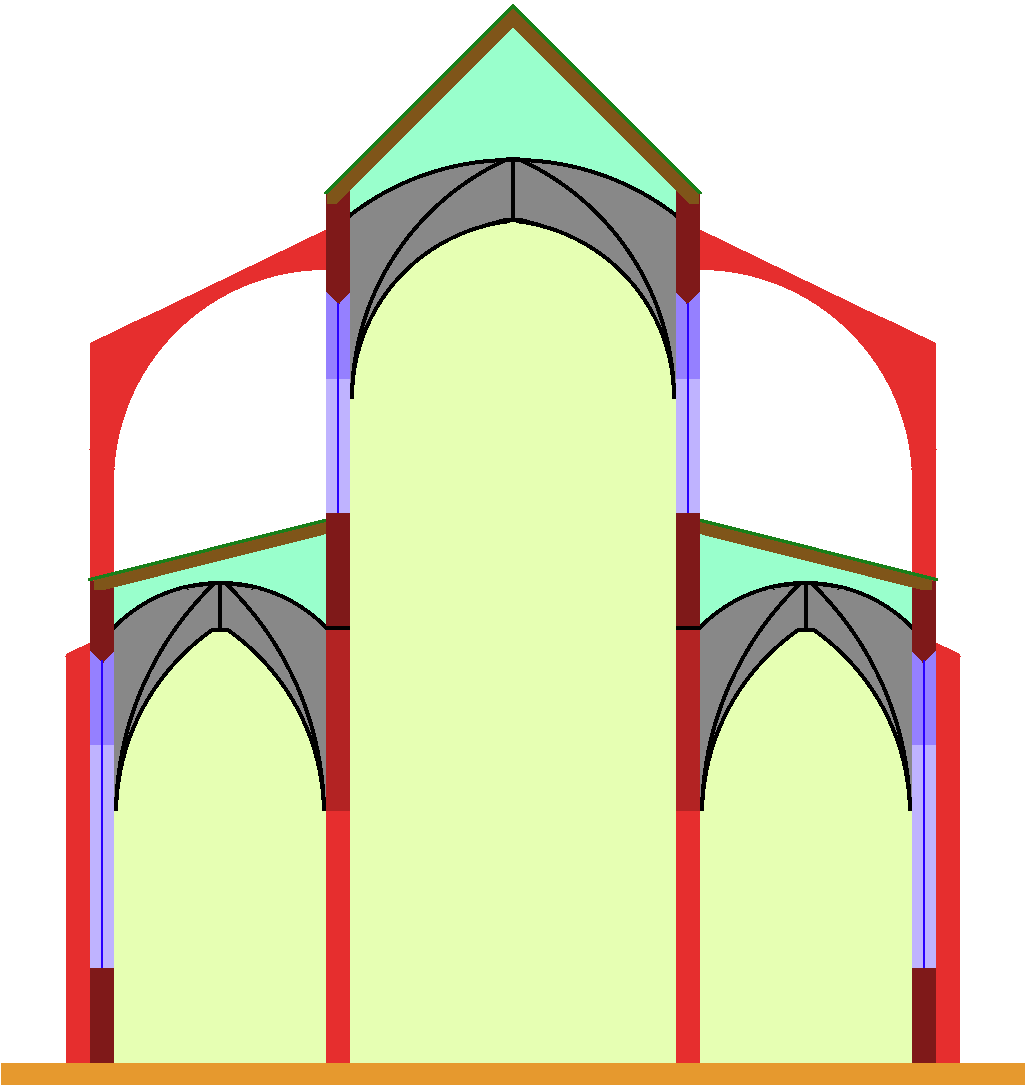
Basilika mit Fensterreihen (Obergaden) über den Seitenschiffen.
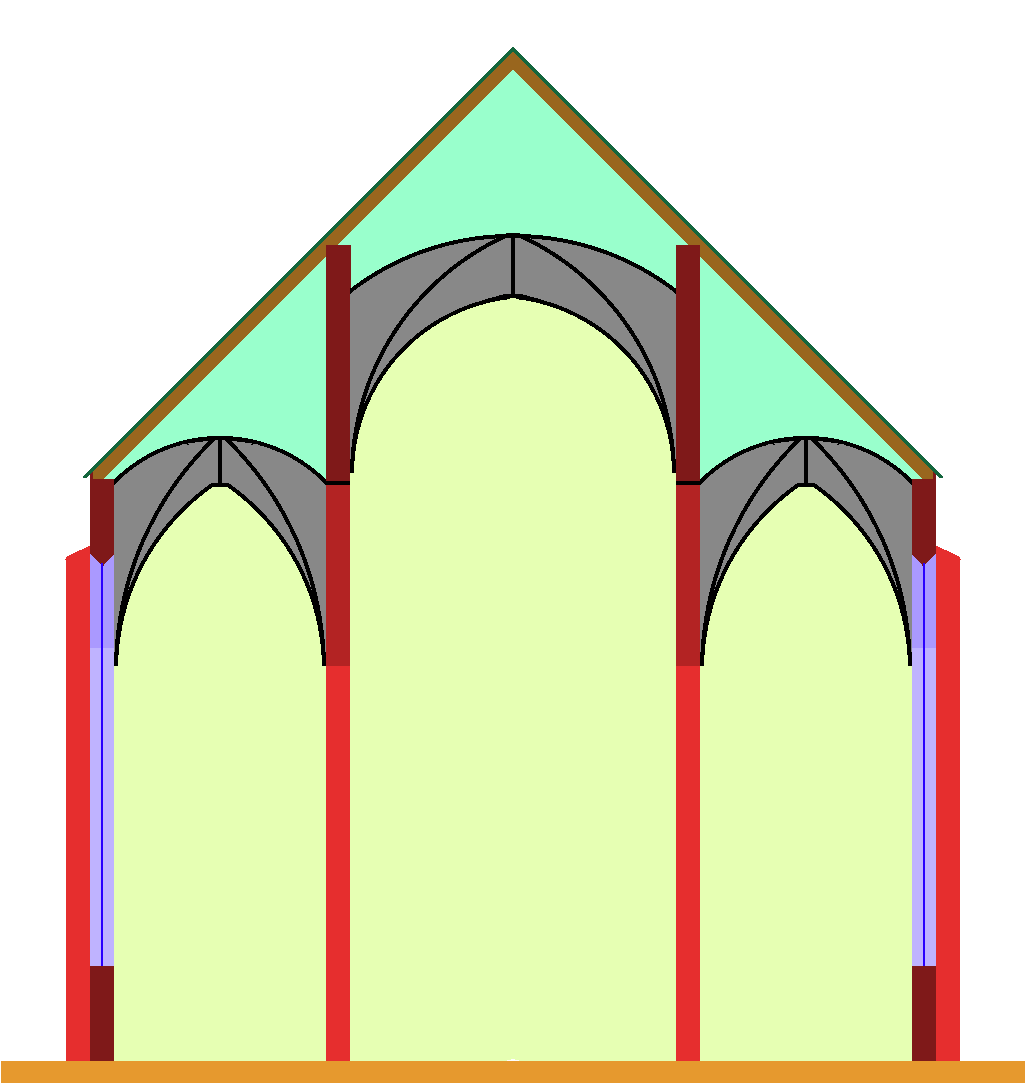
Pseudobasilika, Mittelschiff ein Stockwerk höher, aber ohne Fenster über den Seitenschiffen.
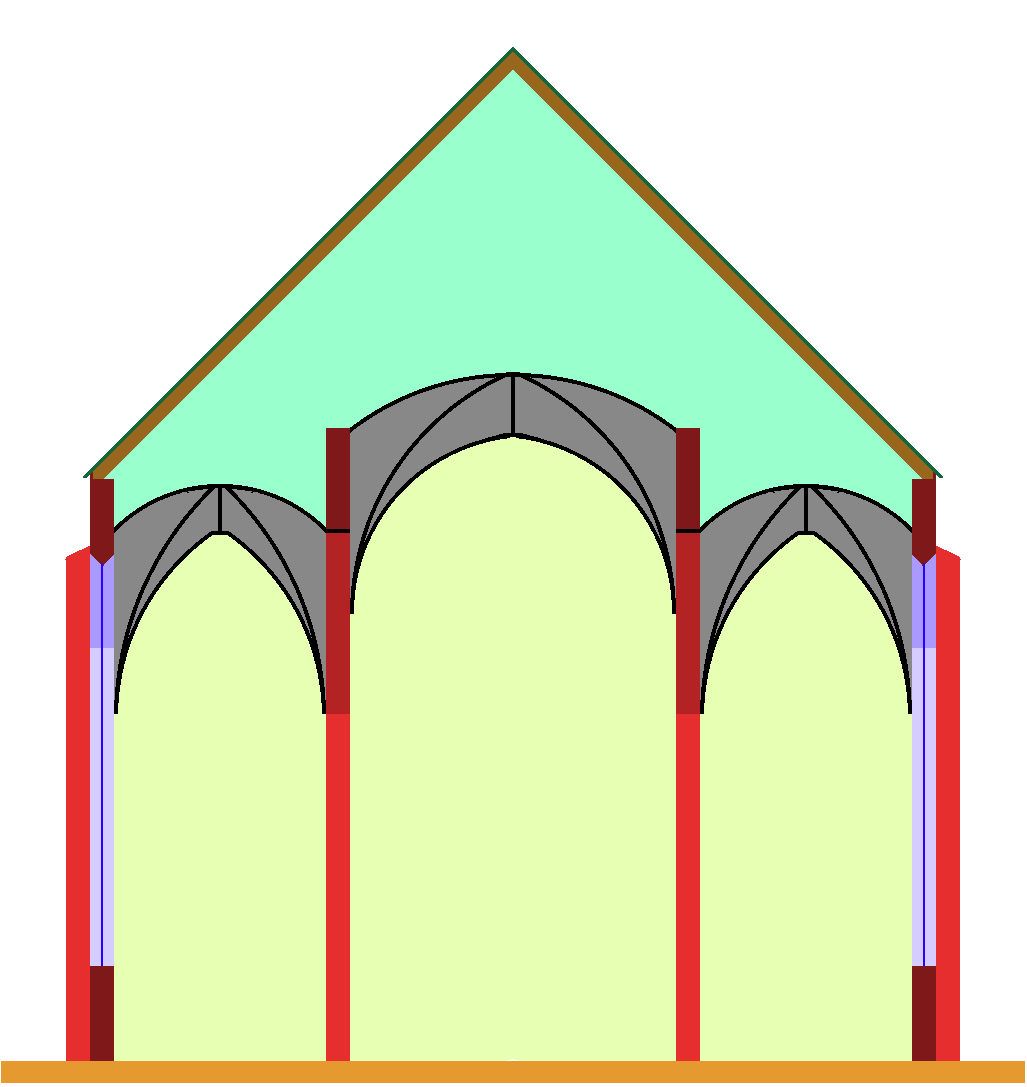
Staffelhalle, Mittelschiffsgewölbe etwas höher, aber ohne zusätzliches Stockwerk.
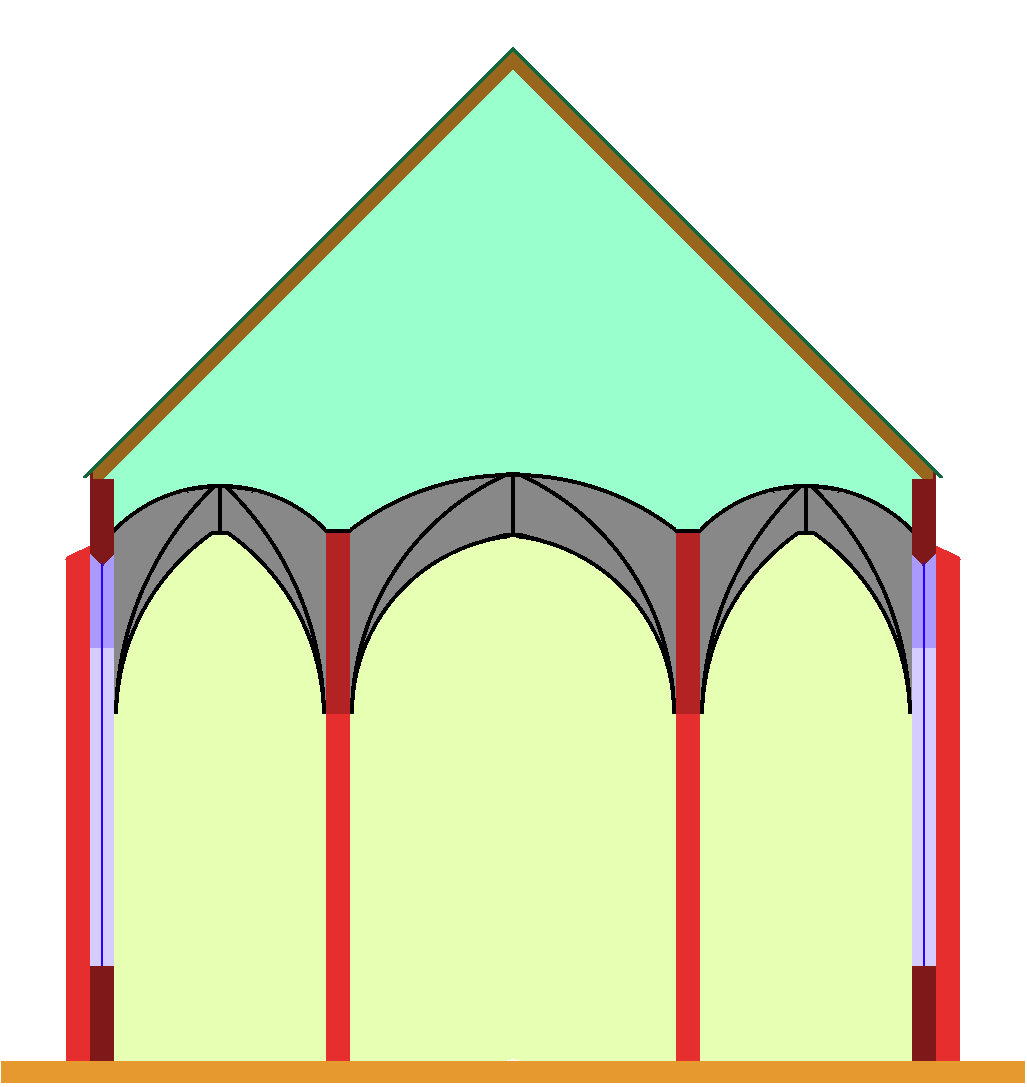
Hallenkirche, alle Schiffe etwa gleich hoch.
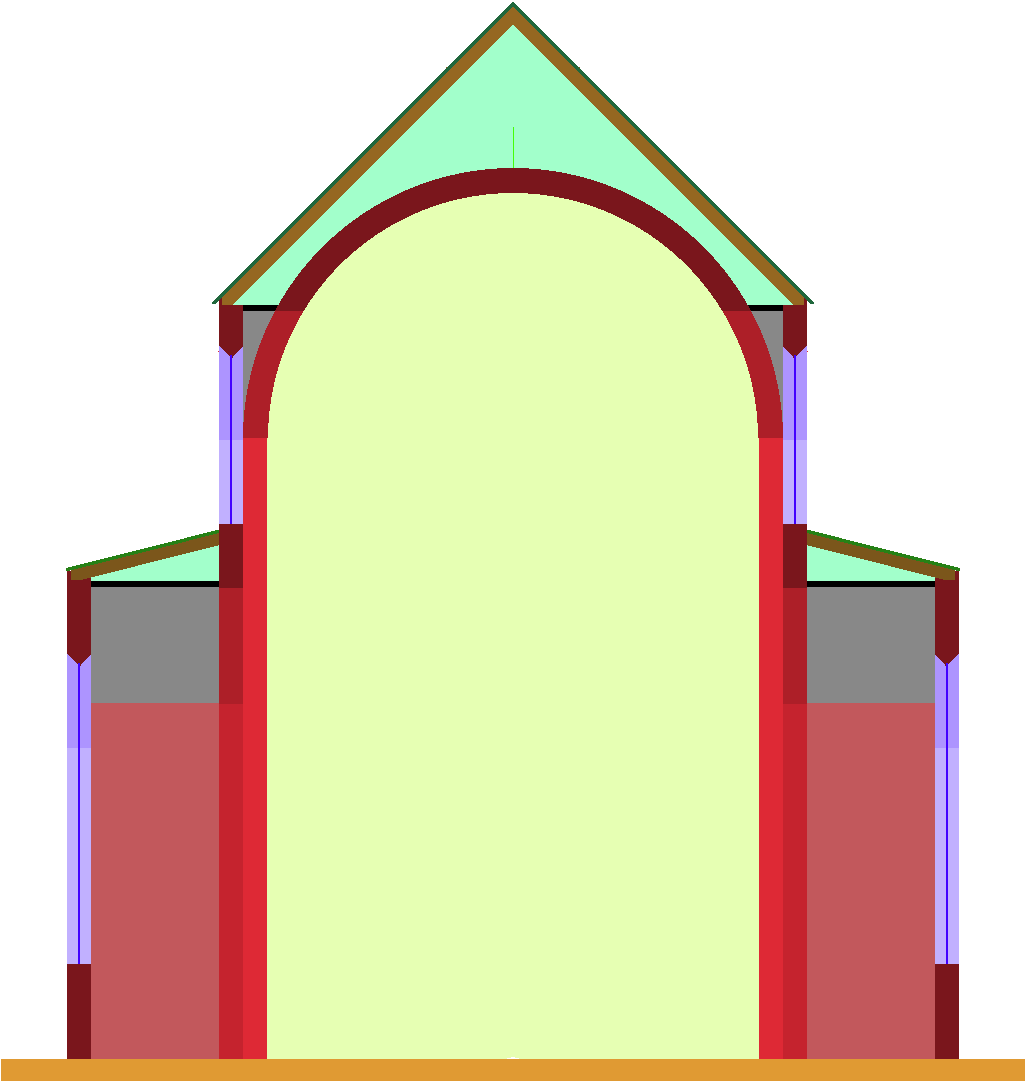
Abseitensaal mit Tonnengewölbe sowie Fenstern über den Seitenkapellen

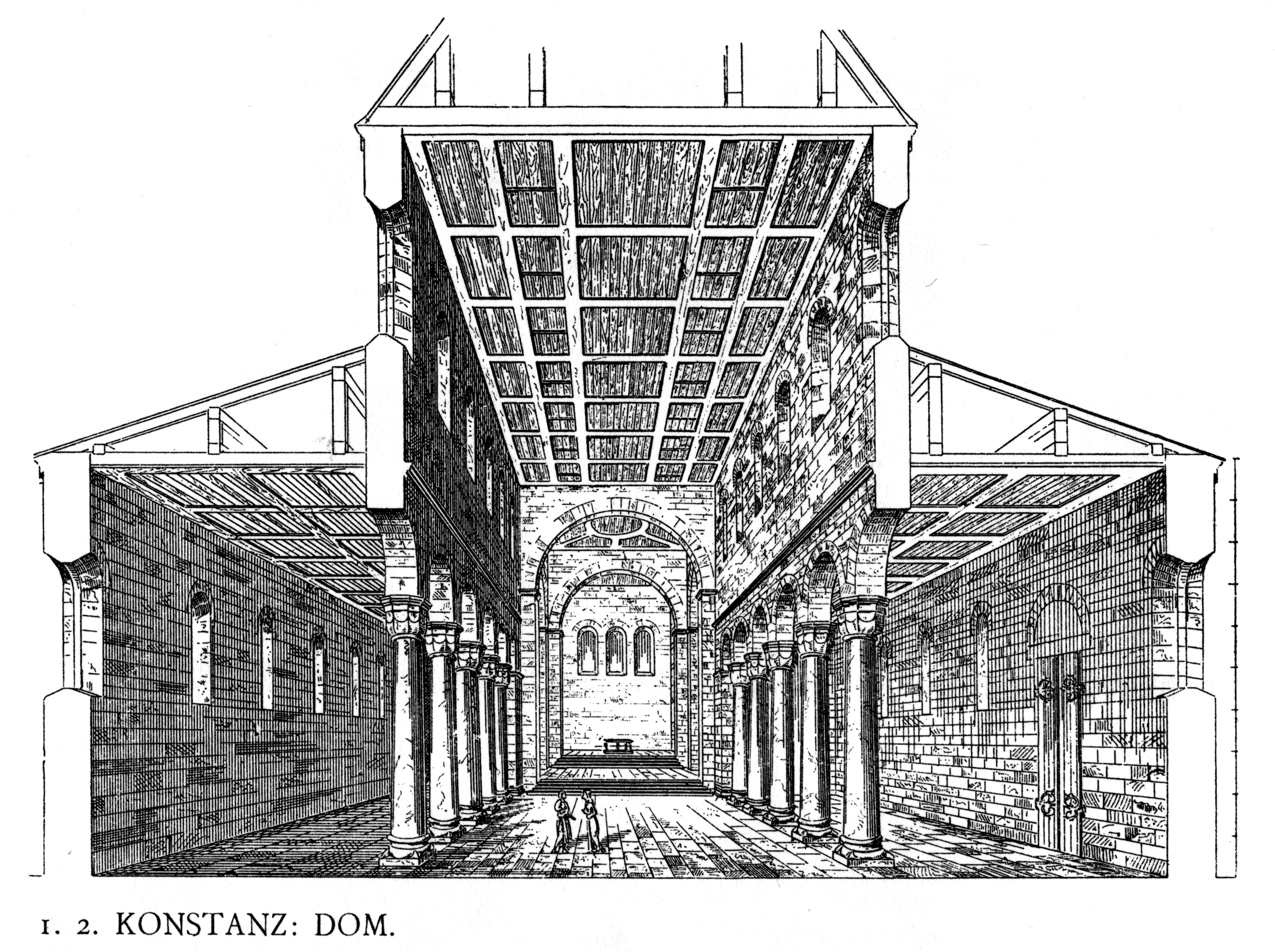
Perspektivische Schnittzeichnung einer romanischen Basilika

- Der Begriff Schiff bezeichnet in der Architektur zwar immer einen länglichen Gebäudeteil, aber im Kirchenbau ist er durchaus mehrdeutig:
  - Mit „Schiff“ im Sinne von Kirchenschiff kann der gesamte Andachts- und Versammlungsbereich des Kirchengebäudes gemeint sein.
  - „Schiff“ als Oberbegriff von Mittelschiff, Seitenschiff und auch Querschiff kann einen durch Arkaden und Außenmauern markierten Teil des Innenraums bezeichnen.
  - Schiff kann der für die Gemeinde bzw. die Laien vorgesehene Teil des Kirchenraums sein, im Gegensatz zum Chor, der traditionell den Geistlichen vorbehalten war.
  - Das Hauptschiff aus Mittelschiff und Seitenschiffen bildet zusammen mit dem Chor das Langhaus im Gegensatz zum Querschiff (Querhaus) bzw. den Querschiffen (nördliches und südliches).
- Der Eingangsbereich am dem Hauptaltar entgegengesetzten Ende (zumeist im Westen) des Langhauses, bei frühchristlichen Kirchen Narthex genannt, wurde als Westbau besonders massiv ausgeführt, wenn er Glockentürme tragen oder als Glockenturm dienen sollte.
- Eine Pseudobasilika ist eine Kirche, deren Mittelschiff zwar die Seitenschiffe um eine Etage überragt, aber dessen Seitenwände oberhalb der den Raum gliedernden Arkaden keine durchfensterten Obergaden sind.
- Bei einer Stufen- oder Staffelhalle ist das Mittelschiff zwar auch etwas höher als die Seitenschiffe, aber ohne Ausbildung eines zusätzlichen Geschosses, sondern die Höhenbereiche der verschiedenen Gewölbe überschneiden einander.
  - Hat ein Kirchenschiff Flachdächer, so sind auch bei den Proportionen einer Staffelhalle Mittelschiffsfenster oberhalb der Seitenschiffe möglich, z. B. in der Kathedrale Santa Maria del Mar in Barcelona.
- Eine Staffelbasilika ist etwas ganz anderes, nämlich eine Basilika von mehr als drei Schiffen, bei denen die Inneren Seitenschiffe höher sind als die äußeren, so dass es drei oder mehr verschiedene Schiffshöhen gibt. Ein bedeutendes Beispiel dieser seltenen Bauform ist die Kathedrale von Bourges.
- In einer Emporenbasilika sind Seitenschiffe mit Emporen ausgefüllt, die sie horizontal in einen oberen und einen unteren Raum teilen. Diese Emporen können leicht konstruiert sein, aber die Empore kann auch auf einem Gewölbe ruhen, so dass das Seitenschiff gegebenenfalls zwei Gewölbeebenen. hat.
  - Hallenkirchen mit derart horizontal geteilten Seitenschiffen nennt man Emporenhallen.
  - Ein Seitenschiff kann auch durch mehrere Emporen über-/neben-/beieinander geteilt sein.

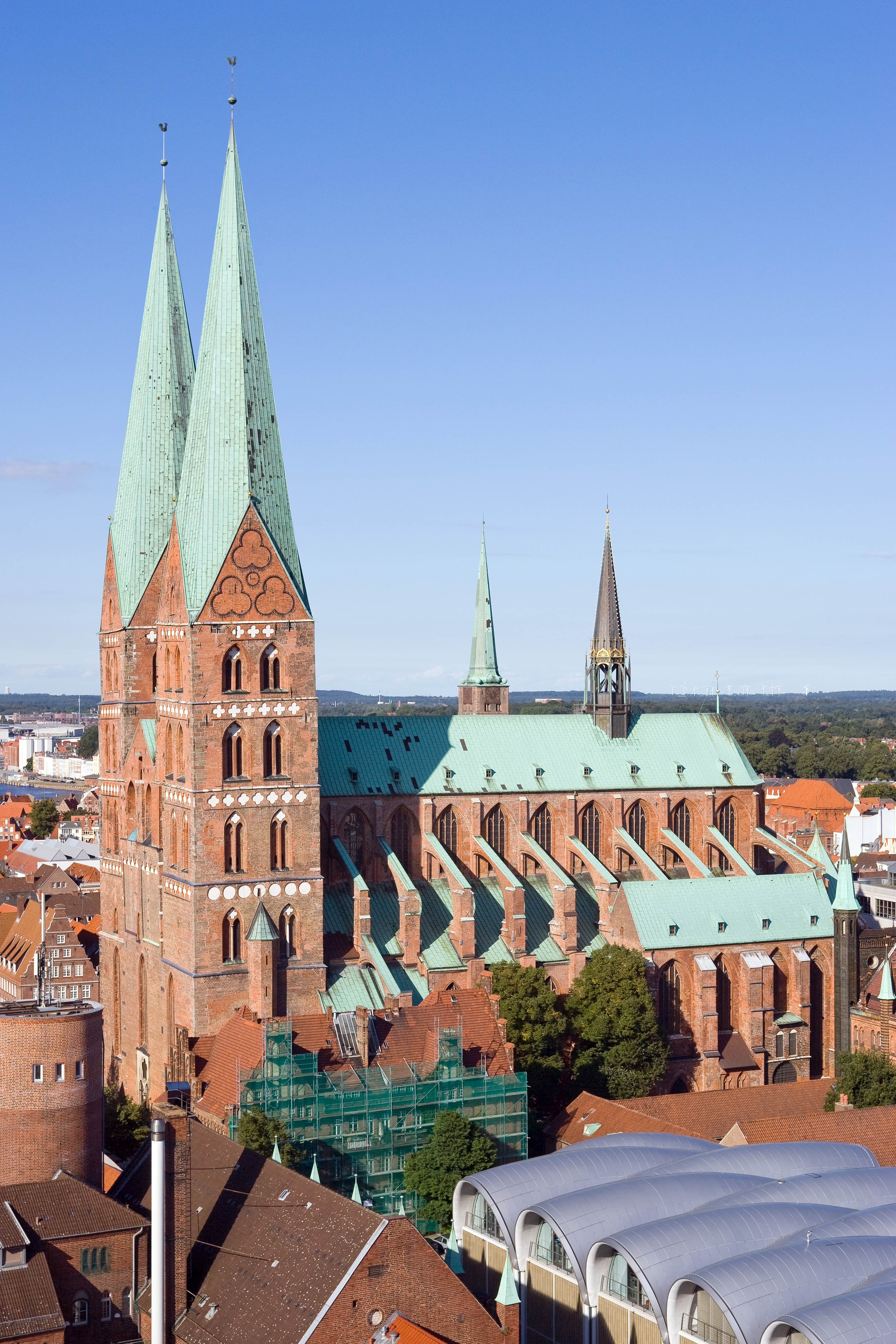
Die Marienkirche in Lübeck ist eine Basilika ohne Querschiff

Die Basilika ist neben der Saalkirche (einschiffig) und der Hallenkirche (mehrere Schiffe, die in der Regel gleich hoch sind) das wichtigste Schema des frühchristlichen, vorromanischen und mittelalterlichen (romanischen und gotischen) Kirchenbaus bis in das 15., nördlich der Alpen auch bis in das 16. Jahrhundert. Im romanischen und gotischen Stil wurden die meisten Kirchen auf länglichem Grundriss errichtet, einschließlich dessen in Form des lateinischen Kreuzes. Zentralbauten waren im Abendland eine seltene Ausnahme, so etwa San Vitale in Ravenna aus der Zeit um 540, bei orthodoxen Kirchen hingegen sehr häufig. Erst ab der Renaissance wurden auch katholische und protestantische Kirchen in nennenswerter Zahl als Zentralbauten errichtet.
Dem Saalbau ohne innere Säulenreihen entsprachen meist die aulae regiae des Mittelalters, die dem Vorbild antiker Palastaulen folgten.

#### Sonderformen
Zwischen dem 7. und dem 10. Jahrhundert wurden in Georgien meist innerhalb von Klöstern Dreikirchenbasiliken errichtet, bei denen die drei Kirchenschiffe durch raumhohe Zwischenwände getrennt sind und die nur durch eine Tür in jeder Wand und häufig über einen Umgang an der Westwand miteinander in Verbindung stehen. Auf beiden Seiten des breiten Mittelschiffs entstanden so schmale Altarnebenräume mit runden Apsiden an der Ostwand, die vermutlich besonderen liturgischen Zwecken dienten.
Insgesamt sind im Nahen Osten Pseudobasiliken so zahlreich, dass man stattdessen auch von orientalischer Basilika spricht.
Bedeutendstes Beispiel einer Kuppelbasilika ist die Hagia Sophia in Konstantinopel. Konstruktives Vorbild war die sog. Kleine Hagia Sophia, ein Rundbau mit vier Exedren und zweigeschossigem Umgang. Die zentrale Kuppel der Hagia Sophia steht auf vier Pendentifs zwischen vier Pfeilern. Der basilikale Langhausbau wird mit Zentralbaucharakter verbunden.

#### Frühe Neuzeit
In der Renaissance und im Barock bevorzugte man ungehinderte Sicht zum Hauptaltar. Der Trend ging zu Saalkirchen, sowohl bei protestantischen Neubauten als auch bei katholischen (siehe auch Gegenreformation). 
Abseitensaal
Bei katholischen Neubauten richtete man an den Längswänden gerne Reihen von Seitenkapellen ein. Diese quer zur Längsachse des Gebäudes ausgerichteten Raumteile unterhalb der Obergaden werden als Abseiten bezeichnet. Um die Last des Gewölbes abzufangen, verwendete man keine äußeren Strebepfeiler mehr, sondern Pilaster an den Innenseiten der Außenwände, insbesondere bei Kirchen ohne Abseiten. Derartige Gebäude nennt man Wandpfeilerkirchen.
Der Abseitensaal wird auf die Maxentiusbasilika in Rom zurückgeführt. Die italienischen Abseitensäle der Neuzeit nehmen ihren Ausgang mit Albertis Sant’Andrea in Mantua und werden mit Il Gesù in Rom zum Standard des gegenreformatorischen Kirchenbaus.
Ihre Kennzeichen sind die Einschiffigkeit und das durchlaufendem Hauptgebälk, unter dem sich die quergerichteten Abseitenkapellen öffnen. Ihre Raumform geht nicht auf die der frühchristlichen Basilika zurück, obwohl der äußere Querschnitt derselbe ist. Darum haben Basiliken und Abseitensäle meist dieselbe Art von Fassade mit niedrigen Seiten und erhöhter Mitte, die meist von einem Giebel bekrönt ist. Man spricht hier von Querschnittfassaden.
Basiliken in der Renaissance und im Barock sind oft aus Erneuerungen mittelalterlicher Bauten hervorgegangen.

#### Historismus
Erst zur Zeit des Historismus im 19. Jahrhundert wurden dann wieder Basiliken errichtet. Ein Beispiel ist die 1844 gebaute „altchristliche“ Berliner Jakobikirche von Friedrich August Stüler. Man hatte im 19. Jahrhundert jedoch andere technische Möglichkeiten und andere Raumvorstellungen als im Mittelalter. Neben Neubauten, die sich eng an byzantinischen, romanischen oder gotischen Vorbildern orientierten, entstanden Kirchen mit gotischem Äußeren, deren Innenraum gar nicht in Schiffe unterteilt war.

### Ausstattung
Nach dem Vorbild des Petersdomes befand sich ab dem Mittelalter unter dem Hauptaltar einer Basilika, der vor der Tribüne stand, eine kleine unterirdische Kapelle, die auch ein direktes Erreichen des im abgeschrankten Chorraum befindlichen Heiligengrabes unter dem Altar ermöglichte. Die Form dieser Kapelle (Confessio, Memoria, Krypta) war unterschiedlich und variierte vom einfachen Gruftgewölbe bis zum architektonisch ausgebildeten Raum mit wertvoller Ausstattung.
Beispiele in Rom sind: Lateranbasilika und Sankt Paul vor den Mauern, Santa Maria Maggiore, San Clemente, San Pietro in Vincoli, Santa Sabina auf dem Aventin, Santa Maria in Trastevere und San Crisogono jenseits des Tibers.
Ein Beispiel bei Ravenna ist die von Kaiser Justinian I. erbaute Basilika Sant’Apollinare in Classe.